# A Whiter Shade of Pale
A Whiter Shade of Pale är den brittiska popgruppen Procol Harums debutsingel. Den gavs ut  12 maj 1967. 
Med sin surrealistiska text och sin barockinspirerade, mörka orgelton blev den omedelbart en världssuccé. Under den tidiga sommaren 1967 toppade låten listorna i flera veckor i bland annat Storbritannien, Tyskland, Norge, Australien och Irland. I USA låg den som bäst som nummer 5 på USA Hot 100. I magasinet Rolling Stones lista The 500 Greatest Songs of All Time listades låten på plats 47.

## Kulturellt inflytande
A Whiter Shade of Pale blev på många sätt emblematisk för hippie-sommaren 1967 ("The Summer of Love"). Den används idag flitigt som referens och tidsmarkör i böcker, filmer eller teaterpjäser. I Sverige har Håkan Nesser använt den i sin roman Och Piccadilly Circus ligger inte i Kumla (där singelomslaget också är avbildat på det ursprungliga bokomslaget). Mikael Niemi refererar också till den i romanen Populärmusik från Vittula. Ännu en referens finner vi i Majgull Axelssons Den jag aldrig var (t.ex. sida 163).
Språkligt har frasen "a whiter shade of pale" kommit att användas brett i engelskt tal- och skriftspråk. . Den har dessutom fungerat som mönster för brett använda fraser av typen "an [x]-er shade of [y]", som kan hittas i många olika sammanhang . 

## Musikaliskt inflytande
A Whiter Shade of Pale är också ett av de första, banbrytande och stilbildande försöken att kombinera rockmusik och klassisk musik; de riktningar som kallas symfonirock eller progressiv rock.

## Strid om upphovsmän
Ursprungligen angavs Gary Brooker (musik) och Keith Reid (text) som upphovsmän till A Whiter Shade of Pale. 2005 stämde bandets organist Matthew Fisher Brooker och hans musikförlag inför domstol. Fisher hävdade att han komponerat det karakteristiska orgelsolot och också lämnat andra bidrag till verket. 
I december 2006 konstaterade en första instans att Fisher otvivelaktigt var upphovsman till den dominerande orgelmelodin, och till vissa andra delar av verket, och att han därför hade rätt till 40 % av royalties för musiken - från och med tidpunkten för domslutet; dock inte retroaktivt för perioden fram till dess. 
Brooker och Reid överklagade till den brittiska High Court. I april 2008 bekräftade denna att Fisher var upphovsman till delar av verket, men att han inte hade rätt heller till framtida royalties. Som skäl angavs att han väntat för länge med att föra fram sina krav i rätten. 
Fisher överklagade i sin tur till högsta instans, House of Lords. Den 30 juli 2009 konstaterade Överhusets kommitté av fem Law Lords åter att Fisher också var upphovsman till verket. Med enhälligt beslut upphävde de High Courts beslut om indragna royalties. House of Lords konstaterade att det dels inte fanns några tidsgränser rörande upphovsrättsliga krav i den engelska lagstiftningen, dels att den andra parten inte lidit någon skada av väntan, utan tvärtom dragit nytta av den (genom att under 38 år inte behövt dela inkomsterna). 
Fisher återfick därför rätten till ersättning för sin del av verket. 

## Påverkan från Bach och barockmusik
En vanlig missuppfattning har varit att A Whiter Shade of Pale bara är en version av eller bearbetning av något stycke av Johann Sebastian Bach, ofta Air på G-strängen (se exempelvis ). Detta är dock felaktigt. 
De fem första ackorden med de fallande bastonerna är visserligen desamma som i "Air". Men denna likhet delar också åtskilliga andra populärmusikaliska verk, till exempel Bob Dylan's "I Want You" eller The Beatles "For No One".
Men orgelmelodin i A Whiter Shade of Pale har ingen som helst koppling till "Air". Några detaljer i ornamenteringen, mot slutet av frasen, är, enligt Fisher själv, en referens till koral-preludiet Wachet auf, ruft uns die Stimme, BWV 645 (på engelska känt som "Sleepers, awake".)
Ingen av dessa referenser innebär dock att verket "egentligen" är ett Bach-stycke. Det måste på alla sätt betraktas som en självständig komposition. För en utförlig diskussion av detta, se )

## Listplaceringar
| Lista (1967)   | Position              |
| -------------- | --------------------- |
| Australien     | 1                     |
| Danmark        | 3 (DR "Top 20")       |
| Finland        | 4                     |
| Frankrike      | 1                     |
| Irland         | 1                     |
| Kanada         | 1 (RPM)               |
| Nederländerna  | 1                     |
| Norge          | 3                     |
| Nya Zeeland    | 1 (NZ Listner)        |
| Spanien        | 1                     |
| Storbritannien | 1                     |
| Sverige        | 4 (Kvällstoppen)      |
| Sverige        | 9 (Tio i topp)        |
| USA            | 5 (Billboard Hot 100) |
| Västtyskland   | 1                     |
| Österrike      | 4                     |

## Coverversioner
Fler än 900 cover-versioner av A Whiter Shade of Pale av andra artister är kända. Svenska artister som spelat in versioner är Boris & Telstars, Tommy Nilsson och Landslaget och The Hittills (med Mike Watson). 
Ett litet urval covers av internationella artister:
- Michael Bolton
- The Box Tops
- Sarah Brightman, från albumet La Luna
- Joe Cocker, soul
- King Curtis
- The Everly Brothers, från albumet The Everly Brothers Sing
- Annie Lennox, pop
- Willie Nelson och Waylon Jennings, country-version
- Doro Pesch med Warlock, hårdrock
- Percy Sledge, R&B
- Wailing Souls, reggae
- Ringo Starr
- Bonnie Tyler
- Zakk Wylde med Black Label Society